# Ishtar Alabina
Ishtar (născută Esther (Eti) Zach, la 10 noiembrie 1968) este o cântăreață israeliană de pop care interpretează melodii în arabă, ebraică, bulgară, franceză, spaniolă și engleză. Este cel mai cunoscută pentru melodiile sale solo C'est La Vie, Last Kiss și Habibi (Sawah).